# Ситапур
Ситапур (енгл. Sitapur), индијски град у истоименом округу у држави Утар Прадеш.

## Историја
У време британске управе у Индији, Ситапур је био важна војна база британске војске. Током Индијског устанка 1857, 41. пук домородачке пешадије (сепоја) Бенгалске армије, стациониран у граду, побунио се против британске власти 3. јуна 1857.

## Демографија
По попису из 2001. године град је имао 151.827 становника.  По последњем попису из 2011. град је имао 177.234 становника, од чега 52,3 % мушкараца, 19,4 % неписмених и 36 % запослених